# Леганес (футбольный клуб)
«Легане́с» (исп. Club Deportivo Leganés) — испанский футбольный клуб из одноимённого города, в пригороде Мадрида. Клуб основан в 1928 году, домашние матчи проводит на стадионе «Бутарке», вмещающем 12 454 зрителя.

## История
Клуб был основан в 1928 году на базе любительского клуба «Одиннадцать Львов». На следующий год после своего основания, клуб принял участие в розыгрыше мадридского регионального турнира, после изменения футбольной системы в 1932 году, команда оказалась в третьем дивизионе. С 1934 по 1945 года клуб не проводил матчи по причине внутренних конфликтов во время гражданской войны. В 1946 году началась новая эпоха в истории клуба. Леганес до конца 20 века то отправлялся на региональный уровень, то вновь поднимался до Сегунды.
В конце 20 века финансовое положение клуба улучшилось, дважды клуб заканчивал сезон на восьмом месте в Сегунде. Впоследствии этого клуб стал полноценным спортивным сообществом, где и начал воспитывать собственных игроков. Также в конце 90-х годов в составе Леганес дебютировали Родри, Хави Лопес, Мигель Мельгар, Гарсия Мойзес. Гарсия забил 13 голов в 16 матчах в сезоне 1996/97 и ушёл в «Сельту».
С 2000 по 2016 год футбольный коллектив продолжал скитаться между Сегундой и Сегундой B. В 2001 году он сыграл в гостях против мадридского «Атлетико», который ранее вылетел в Сегунду. На стадионе «Висенте Кальдерон» была одержана победа со счётом 2:0. В тот же момент на пост спортивного директора клуба пришёл Хосе Пекерман. Который сделал основную ставку на игроков из стран Латинской Америки, а не испанцев. В течение нескольких лет на «Бутарке» свои первые матчи сыграли Федерико Домингес, Клаудио Энрия, Николас Медина, Лукас Алессандрия. В сезоне 2003/04 клуб уверенно двигался по сетке Кубка Испании, пока не проиграл мадридскому «Реалу» со счётом 3:4.
В начале 2004 года клуб оказался в самом центре грандиозного скандала. Оказалось, что не все клубы Сегунды регистрировали иностранных игроков, чтобы не платить налоги за них. В тот же момент владелец команды Карлос Аймар заявил, что из за низкой явки они вынуждены продать клуб. Следующие несколько лет были известны постоянными перестановками в штабе клуба, уходом и приходом новых акционеров. В 2011/12 клуб был на грани вылета из системы профессиональных лиг, заняв 12 место в третьем дивизионе. После новой перестановки клуб начал набирать обороты, в течение двух лет клуб занимал вторые строчки в дивизионах. Пока в 2014 году снова не вернулся в Сегунду.
В 2013 году «Леганес» возглавил Асьер Гаритано. Он поднял клуб из третьего дивизиона Испании в Ла Лигу и сделал он это ровно за 2 сезона.
В сезоне 2015/16 стал для «Леганеса» историческим. Несмотря на то что клуб продал своих лидеров Хави Эрасо и Чули, команда смогла занять второе место и впервые в истории выйти в высший дивизион Испании. На тот момент лидером команды были молодые Александр Шимановски, Рубен Пенья и Хорхе Мирамон. В 2016 году команда дебютировала в Ла Лиге в игре против «Сельты». Леганес победил со счётом 1:0, единственный мяч забил Диас на 75-й минуте матча, принеся команде первую победу в Ла Лиге. Во втором матче клуб сыграл вничью с «Атлетико Мадрид», став первым дебютантом в истории не пропустивший в двух первых турах. Первый свой сезон в Высшем дивизионе чемпионата Испании прошёл для команды слишком скомкано. Одержав 8 победа в чемпионате клуб закончил на 17 месте, которое дал возможность остаться в Ла Лиге.
Трансферную кампанию перед сезоном 2017/18 клуб провёл достаточно мощно, но большинство новичков перебрались в клуб на правах аренды. В сезоне одним из лидеров команды стал игрок из «Уотфорда» марокканец Нордин Амрабат. Самым дорогим трансфером в истории клуба стал греческий защитник Сиовас, которого купили за 3 миллиона евро. После первого круга в сезоне 2017/18 клуб смог закрепиться в середине турнирной таблицы. Игроки показывали хорошую игру в защите, после 16 туров команда пропустила 14 мячей. Меньше пропустила только «Барселона» и идущий следом «Атлетико», и даже «Реал» пропустил столько же. В кубке клуб пробился в 1/4 финала, что является абсолютным рекордом команды. После удачного старта, клуб сбавил обороты и чуть не вылетел в Сегунду, расположившись на 17 строчке в Примере. От зоны вылета отрыв был достаточно хороший, но скачок команды вниз оказался чувствительным. В этом же сезоне «Леганес» добрался до полуфинала Кубка Испании, где проиграл «Севилье».
В сезоне 2018/19 «Леганес» завершил сезон на 13 строчке турнирной таблицы, закрепившись в середине таблицы с самого начала сезона. По итогам сезона 2019/20 «Леганес» в последнем туре не сумел обыграть мадридский «Реал», заняв 18 место и впервые покинул Примеру. В сезоне 2020/21 «Леганес» занял 3-е место в Сегунде, оставшись во втором дивизионе Испании и на следующий сезон.

## Достижения
- Сегунда
  - Победитель: 2023/24
- Сегунда B
  - Победитель: 1992/93
- Терсера
  - Победитель: 1985/86

## Сезоны по дивизионам
- Примера (5): 2016—2020, 2024—н.в.
- Сегунда (16): 1993—2004, 2014—2016, 2020—2024
- Сегунда B (16): 1987—1993, 2004—2014
- Терсера (19): 1954—1960, 1963—1965, 1967—1968, 1977—1987

## Основной состав
| 1  | Флаг Испании  | Вр  | Дани Хименес              | 1990 |  |  |  |  |  |
| 13 | Флаг Испании  | Вр  | Диего Конде               | 1998 |  |  |  |  |  |
|    |               |     |                           |      |  |  |  |  |  |
| 2  | Флаг Камеруна | Защ | Аллан Ньом                | 1988 |  |  |  |  |  |
| 3  | Флаг Испании  | Защ | Хорхе Саэнс               | 1996 |  |  |  |  |  |
| 5  | Флаг Испании  | Защ | Хосема                    | 1996 |  |  |  |  |  |
| 6  | Флаг Испании  | Защ | Серхио Гонсалес (капитан) | 1992 |  |  |  |  |  |
| 7  | Испания       | Защ | Рубен Пенья               | 1991 |  |  |  |  |  |
| 21 | Флаг Испании  | Защ | Хорхе Мирамон             | 1989 |  |  |  |  |  |

| 22 | Флаг Испании   | Защ | Ариц Арамбарри   | 1998 |  |  |  |  |  |
|    |                |     |                  |      |  |  |  |  |  |
| 8  | Флаг Испании   | ПЗ  | Луис Переа       | 1997 |  |  |  |  |  |
| 20 | Флаг Испании   | ПЗ  | Икер Ундабаррена | 1995 |  |  |  |  |  |
| 24 | Флаг Аргентины | ПЗ  | Хулиан Чикко     | 1998 |  |  |  |  |  |
| 32 | Флаг Гвинеи    | ПЗ  | Сейдуба Сиссе    | 2001 |  |  |  |  |  |
|    |                |     |                  |      |  |  |  |  |  |
|    | Флаг Испании   | Нап | Хавьер Авилес    | 1997 |  |  |  |  |  |
| 27 | Флаг Испании   | Нап | Наим Гарсия      | 2002 |  |  |  |  |  |
| —  | Флаг Испании   | Нап | Оскар Уренья     | 2003 |  |  |  |  |  |

## Форма

### Домашняя
| 2013/14 | 2015/16 | 2016/17 | 2017/18 | 2018/19 | 2019/20 | 2020/21 | 2021/22 | 2022/23 | 2023/24 | 2024/25 |

### Гостевая
| 2014/15 | 2016/17 | 2017/18 | 2018/19 | 2019/20 | 2020/21 | 2021/22 | 2022/23 | 2024/25 |

### Резервная
| 2014/15 | 2015/16 | 2017/18 | 2018/19 | 2019/20 | 2020/21 | 2021/22 | 2022/23 | 2024/25 |

Источники:,